# Ловелас (фільм, 1960)
«Ловелас» («L'Homme à femmes») — французька кінодрама 1960 року, знята режисером Жаком-Жераром Корню, з Даніель Дар'є і Катрін Денев у головних ролях.

## Сюжет
Жорж, багатий паризький промисловець, одружений з холодною й авторитарною Габріель, з якою він не має щастя. Він знаходить щастя зі своєю зведеною сестрою Франсуазою, дуже схожою на Габріель. Племінниця Габріель, Катрін, заручена з Марком, молодим бізнесменом, але йому доводиться виїхати з Парижа по роботі, тому Катрін знайомиться з Лораном, секретарем відомого художника, на вечірці в саду в будинку Габріель. Двоє молодих людей незабаром закохуються. Повернувшись з відрядження до Англії, Марк розуміє, що він більше не має для Катрін великого значення. Відкинутий, він не знає, що робити. Жорж іде до Лорана, щоб змусити його відмовитися від ідеї роману з Катрін, але знаходить її на підлозі перед мертвим тілом Лорана, двічі застреленим з револьвера. Він змушує племінницю заприсягтися, що вона нічого не розповість тітці про те, що вони бачили. Інспектор Вайян, який веде розслідування, перевіряє кілька версій, але змушений швидко від них відмовитися, бо не має достатньо доказів, щоб висунути комусь звинувачення. Несподівано вбивця дає про себе знати.

## У ролях
- Даніель Дар'є — Габріель / Франсуаза
- Катрін Денев — Катрін
- Мел Феррер — Жорж Готьє
- Клод Ріш — інспектор Вайян
- П'єр Бріс — Лоран Берті
- Алан Скотт — Марк Ламберт
- Ніколя Амато — дворецький
- Колетт Флері — секретарка

## Знімальна група
- Режисер: Жак-Жерар Корню
- Сценарій: Жак-Жерар Корню, Ален Кавальє, Моріс Клавель
- Оператор: Жан Турньє
- Композитор: Клод Боллінг
- Продюсер: Рене Ґастон Вутту